# Schönewalde
Schönewalde – miasto w Niemczech w kraju związkowym Brandenburgia, w powiecie Elbe-Elster.

## Współpraca
- Marienmünster, Nadrenia Północna-Westfalia